# Kanonbåtsdiplomati

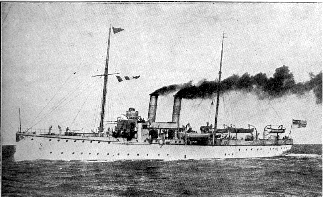
Den tyska kanonbåten SMS Panther som utnyttjades för kanonbåtsdiplomati mot Haiti i början av 1900-talet

Kanonbåtsdiplomati är ett nedsättande begrepp på när en stormakt utövar stora politiska påtryckningar på en mindre stat.
Under 1800-talet var detta mer bokstavligt och man använda då ofta militära medel. Några exempel på kanonbåtsdiplomati från denna tid är när Storbritannien åren 1839-1860 invaderade Kina två gånger bara för att få exportera opium samt när Venezuela 1902 slutade betala av statsskulden och resultatet då blev att brittiska, tyska och italienska kanonbåtar patrullerade kusten samt beslagtog alla fartyg som passerade tills de fick sin vilja igenom.